# Brug 142
Brug 142 is een ophaalbrug in Amsterdam-Centrum.
De brug vormt de verbinding tussen de Willemsstraat en de Nieuwe Willemsstraat. Ze overspant de Lijnbaansgracht. In 1882 kwam hier een houten noodbrug te liggen, aangezien de plaatselijke verbinding over de Lijnbaansgracht ter hoogte van de Palmstraat gesloopt werd. Pas in 1887 werd er een aanbesteding gedaan voor het vernieuwen van de ophaalbrug. Het jaar daarop lag de ophaalbrug er, naar een ontwerp van Dienst der Publieke Werken waar toen Bastiaan de Greef verantwoordelijk was voor de bruggen. Het zou echter geen nieuwe brug zijn, maar een brug die eerder over de Geldersekade had gehangen (brug 297). In oktober 1906 zag de gemeenteraad in dat de toenmalige brug verbreed moest worden, ze nam een nieuwe brug in overweging. Van 1 juli tot 30 oktober 1908 lag daarop verkeer over de brug stil. Al drie dagen eerder konden voetgangers over de nieuwe brug. Deze brug was bijna niet gelegd, buurtbewoners hoopten op demping van de Lijnbaansgracht hier, maar dat ging niet door. De brug is gefabriceerd en vermoedelijk ook ontworpen door de “s Gravenhaagse Machinefabriek en Gieterij. Frank V. Smit heeft het over: "voor Amsterdam ongebruikelijke hameipoorten uit onderdelen die op seriewerk wijzen, vakliggerwerk, die op maat besteld kan worden met gelijkzijdige driehoekige consoles en hamiestijlen met uitkragende scharnieren." De brug stond van 1908 tot 1962 op een houten onderbouw, daarna op een betonnen. In die tussentijd ontkwam de brug aan de slopershamer; de gemeente was van plan de brug te vervangen door een vaste brug, maar een plaatselijk houthandel liet tot in de jaren zestig haar hout via schip aanvoeren. Toen die firma vertrok kwamen er woonboten liggen en ook die moesten beweegbaar blijven, dus de ophaalbrug bleef. De brug heeft ook nog haar oorspronkelijke ijzeren sluitdeuren.
In 1995 werd de brug uitgeroepen tot gemeentelijk monument. De brug stond plaatselijk bekend als de Oude Fransenbrug, een vernoeming naar het Oude Fransenpad, dat samen met de Goudsbloemgracht werd opgebouwd tot Willemsstraat. In april 2016 trok het gemeentebestuur van Amsterdam alle officieuze benamingen in en sindsdien gaat de brug anoniem (dat wil zeggen alleen met nummer) door het leven.
<<< · 100 · 101 · 102 · 103 ·  105 · 106 · 107 · 108 · 109 ·  110 · 111 · 112 · 113 · 114 · 115 · 116 · 117 · 118 · 119 · 120 · 121 · 122 · 123 · 124 · 125 · 126 · 127 · 128 · 129 · 130 · 131 · 132 · 135 · 136 · 137 · 138 · 139 · 140 · 141 · 142 · 143 · 144 · 145 · 146 · 147 · 148 · 149 ·  150 · 151 · 152 · 155 · 156 · 159 · 160 · 161 · 162 · 163 · 164 · 165 · 166 · 167 · 168 · 169 ·  170 · 171 · 172 · 173 · 174 · 175 · 176 · 177 · 178 · 179 · 180 · 181 · 182 · 183 · 184 · 185 · 186 · 187 · 189 · 190 · 191 · 192 · 193 · 194 · 195 · 196 · 198 · 199 · >>>
Brugnummers 104, 133, 134, 153, 154, 157, 158, 188 en 197 zijn niet (meer) in gebruik.